# Baine Harbour
Baine Harbour es un pueblo canadiense situado en la provincia de Terranova y Labrador.

## Superficie
Baine Harbour tiene una superficie de 4,15 km².

## Demografía
En 2021, tenía 126 habitantes, una densidad poblacional de 30,4 hab./km², y 69 viviendas.